# Elezioni presidenziali in Burundi del 2015
Le elezioni presidenziali in Burundi del 2015 si tennero il 21 luglio.

## Risultati
| Candidati               | Partiti                                     | Voti      | %     |
| ----------------------- | ------------------------------------------- | --------- | ----- |
| Pierre Nkurunziza       | CNDD-FDD                                    | 1 961 510 | 73,91 |
| Agathon Rwasa           | Abigenga Mizero y'Abarundi                  | 536 625   | 20,22 |
| Gerard Nduwayo          | Unione per il Progresso Nazionale           | 60 380    | 2,28  |
| Jean Minani             | Fronte per la Democrazia in Burundi         | 38 554    | 1,45  |
| Jacques Bigirimana      | Forze Nazionali di Liberazione              | 28 609    | 1,08  |
| Domitien Ndayizeye      | Raggruppamento Nazionale per il Cambiamento | 19 996    | 0,75  |
| Jean De Dieu Mutabazi   | Coalizione per un'Opposizione Partecipativa | 4 436     | 0,17  |
| Sylvestre Ntibantungaya | Gira Ijambo                                 | 3 952     | 0,15  |
| Totale                  | Totale                                      | 2 654 062 | 100   |